# بيمينودين
بيمينودين Piminodine أو إيسيليات (Alvodine) هو مسكن ألم أفيوني مشابه للبيثيدين بيثيدين (ميبيريدين. يستخدم لتسكين آلام الولادة والعمليات والأسنان. مدة التأثير 2 - 4 ساعات.
إيسليات له تأثيرات مشابهة لغيرها من المواد الأفيونية، وتنتج التسكين، التخدير والنشوة. ويمكن أن تشمل الآثار الجانبية الحكة، الغثيان ويحتمل أن تكون خطيرة كتثبيط الجهاز التنفسي التي يمكن أن تكون مهددة للحياة.

## الصيغة الكيميائية
C 23 H 30 N 2 O 2

## الإعطاء والجرعة
يعطى كجرعة بدئية حقنا تحت الجلد 7.5-10ملغ وهو ما يعادل 8-100ملغ من البيثيدين, و40-6-ملغ من ألفابرودين و10ملغ من المورفين.

## الآثار الجانبية
كباقي الأفيونات من النشوة والاعتماد والحكة والغثيان وتثبيط الجهاز التنفسي.
- بيمينودين حاليا يعتبر مادة خاضعة للرقابة في الجدول الثاني في الولايات المتحدة. أنه يحتوي على DEA ACSCN في 9730 وعام 2013 كانت حصة التصنيع السنوية الإجمالية للولايات المتحدة صفر.[5]